# 藤枝市立広幡小学校
藤枝市立広幡小学校（ふじえだしりつひろはたしょうがっこう）とは静岡県藤枝市に所在する公立小学校であり、葉梨川沿いに位置している。

## 学区
- 八幡、上当間、下当間、鬼島、潮、仮宿、横内、水守

## 中学校区
- 藤枝市立広幡中学校

## 学校教育目標
つよい心　やさしい心